# Youppi!

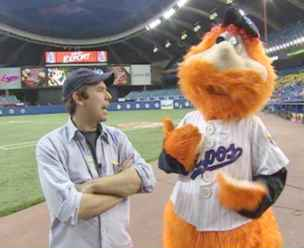
La mascotte des Expos de Montréal, Youppi!

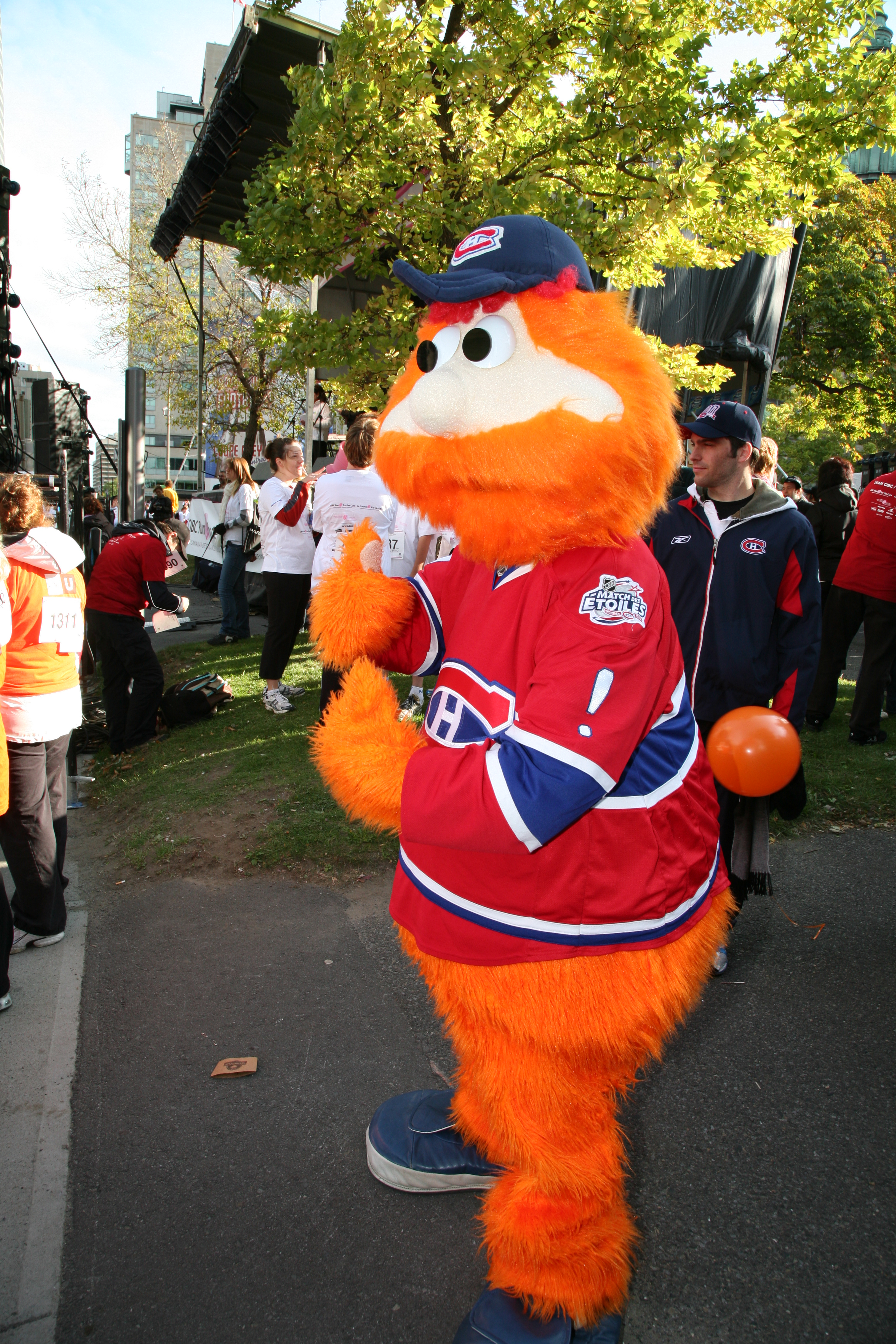
Youppi! dans l'uniforme des Canadiens de Montréal

Youppi! ou Youppi était la mascotte officielle des Expos de Montréal de 1979 à 2004 et est depuis 2005 celle des Canadiens de Montréal. La mascotte orange était une des figures les plus populaires auprès des enfants au Stade olympique et dans les pédiatries. Elle est devenue ainsi un symbole pour tous les jeunes du Québec.

## Ses débuts
C'est le 14 avril 1979 que Youppi! a fait sa première apparition lors d'un match des Expos contre les Cubs de Chicago.  Le vice-président des Expos, Roger D. Landry, désirait une mascotte pour les Expos et a demandé l'aide de Rodger Brulotte afin de réaliser ce souhait.  La couleur orange de la mascotte a été choisie afin de rendre hommage à un ancien joueur des Expos, Rusty Staub, surnommé « le grand orange »; Youppi! a été ultimement réalisé par la Acme Mascot Company (auparavant Harrison-Erickson).  Il était reconnu pour divertir la foule et amuser les jeunes grâce à plusieurs acrobaties, des danses et ses promenades sur le terrain avec son 4 roues.
Youppi! est devenu la première mascotte à se faire expulser d'un match de la Ligue majeure de baseball. Le 23 août 1989, il a été expulsé après que le gérant des Dodgers de Los Angeles, Tommy Lasorda, se fut plaint auprès des arbitres qu'il dansait sur le dessus de l'abri des visiteurs. Incidemment, cette rencontre fut la plus longue de l'histoire de l'équipe. Elle se termina à l'avantage des Dodgers par le pointage de 1-0 à la 22e manche.
Lors du dernier match des Expos à Montréal, le 29 septembre 2004, Youppi ! avait assisté à plus de 2000 parties. 
Youppi! est l'une des trois mascottes à avoir été introduite au Temple de la renommée du baseball. Les autres mascottes étant le Phillie Phanatic des Phillies de Philadelphie et le Famous Chicken des Padres de San Diego.
Le 14 juin 2020, Youppi! est indroduite au Temple de la renommée des mascottes (en). Il s'agit de la première mascotte d'une équipe sportive basée au Canada à recevoir cet honneur.

## Du baseball au hockey
Le 16 septembre 2005, à la suite du déménagement des Expos de Montréal vers Washington, Youppi! passe officiellement aux Canadiens de Montréal de la Ligue nationale de hockey (LNH) et arbore le célèbre chandail rouge de sa nouvelle équipe. La mascotte devient ainsi la première mascotte de l'histoire du Canadien, après 26 ans d'association avec les Expos de Montréal. En plus d'être la première mascotte de cette franchise centenaire, Youppi! est la première mascotte du sport canadien et nord-américain à passer d'une ligue professionnelle à une autre,.

## Derrière Youppi!
Plusieurs personnes ont revêtu le costume de Youppi! au fil du temps, entre autres :
- Denis Desaulnier, chef d'entreprise ;
- Jean-Claude Tremblay, enseignant en arts plastiques au chômage ;
- Claude Hubert, un éducateur travaillant dans une garderie, également pompier ;
- Pierre Bélisle, policier devenu professeur de français ;
- Sylvain Ouellette, animateur au Club Med devenu homme d'affaires.